# Austrougarska kruna
| Lice i naličje novčanice austro-ugarske krune |  | Lice i naličje novčanice austro-ugarske krune |
| Lice i naličje novčanice austro-ugarske krune |  |                                               |

Kruna ili korona (njem. Österreichisch-ungarische Krone, mađ. osztrák-magyar korona ili češ. rakousko-uherská koruna) bila je službenim sredstvom plaćanja Austro-Ugarske Monarhije od 1892., kada je zamijenila austro-ugarski gulden u omjeru 2 krune = 1 gulden (kao dio prihvaćanja zlatnog standarda), sve do raspada monarhije 1918. godine. Kruna se dijelila na stoti dio koji se zvao heller u austrijskome i filir u mađarskom dijelu monarhije.
Od 1900. godine kruna je bila jedina važeća valuta u carevini.
Vrijednost krune bila je 304,88 mg zlata, a do početka Prvoga svjetskog rata jedan američki dolar vrijedio je 4,95 krune.
Krunom se u Austriji služilo do 1924. godine kada je, nakon poratne hiperinflacije, zamijenjena šilingom u omjeru 1 šiling = 10 000 kruna.
Na licu novčanice austro-ugarske krune bio je tekst na njemačkome, a dio koji je pisao vrijednost bio je na njemačkom, češkom, poljskom, slovenskom, hrvatskom, ukrajinskom, talijanskom, srpskom i rumunjskom. Naličje je sadržavalo samo tekst na mađarskom.